# Arola (Langhirano)
Arola è una frazione di Langhirano, in provincia di Parma.
La località dista 6,79 km dal capoluogo.

## Geografia fisica
Arola sorge sul margine dei primi rilievi appenninici, sulla sponda sinistra del torrente Parma; la parte alta del piccolo centro è situata su un pianoro, in posizione panoramica sulla val Parma.

## Origini del nome
La località, nota in origine come Areola, col significato di "piccola aia", deve il suo nome alla sua collocazione, al confine sud della centuriazione romana della pianura parmense.

## Storia
I primi insediamenti umani nella zona di Arola sorsero in epoca romana.
Forse già nel VI secolo fu edificata la pieve originaria, dedicata a san Martino di Tours; la prima testimonianza certa della sua esistenza risale tuttavia soltanto al 1094, anche se alcuni storici suppongono che la chiesa di San Martino menzionata nell'Ordo Archipresbiterorum Plebium, voluto nel 1005 dal vescovo di Parma Sigifredo II, possa corrispondere con l'edificio di Arola.
Il 9 dicembre del 1818 un sisma di magnitudo 5.3 colpì la zona compresa tra Langhirano, Lesignano de' Bagni e San Michele Tiorre, causando due vittime ad Arola, numerosi danni agli edifici e il crollo di gran parte dell'antica pieve, che fu chiusa al culto; al centro del borgo fu edificata la nuova chiesa neoclassica, completata nel 1860.

## Monumenti e luoghi d'interesse

### Pieve di San Martino

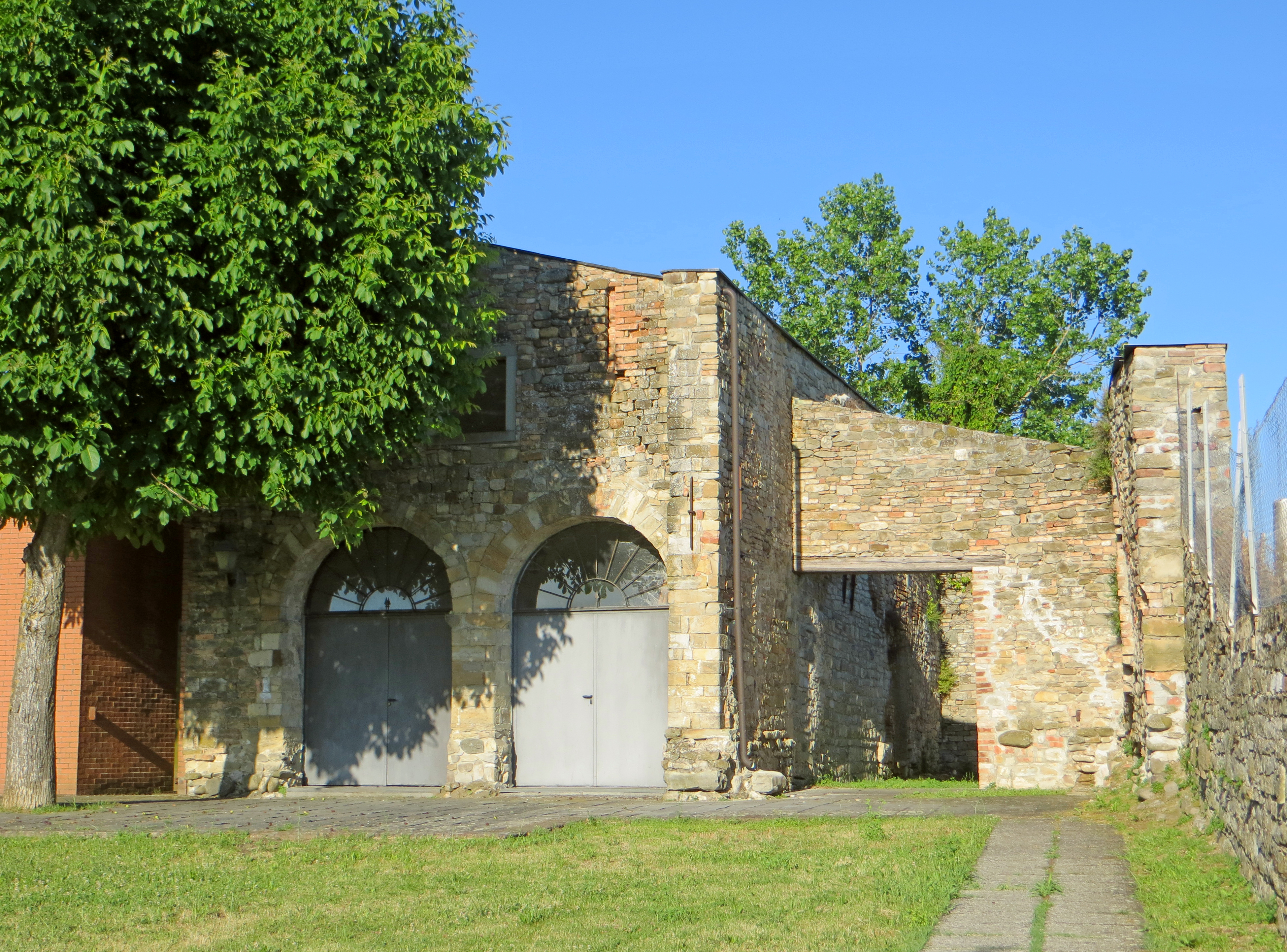
Pieve di San Martino

Edificata forse già nel VI secolo, la pieve, considerata una delle più antiche di tutto il Parmense, nel 1602 fu decorata con affreschi da Giovanni Maria Conti della Camera e Pier Antonio Bernabei; quasi completamente distrutta dal terremoto del 1818, fu successivamente trasformata in deposito dell'adiacente cimitero, riutilizzando parte delle strutture in pietra crollate; profondamente degradata, fu ristrutturata alla fine del XX secolo.

### Chiesa di San Martino

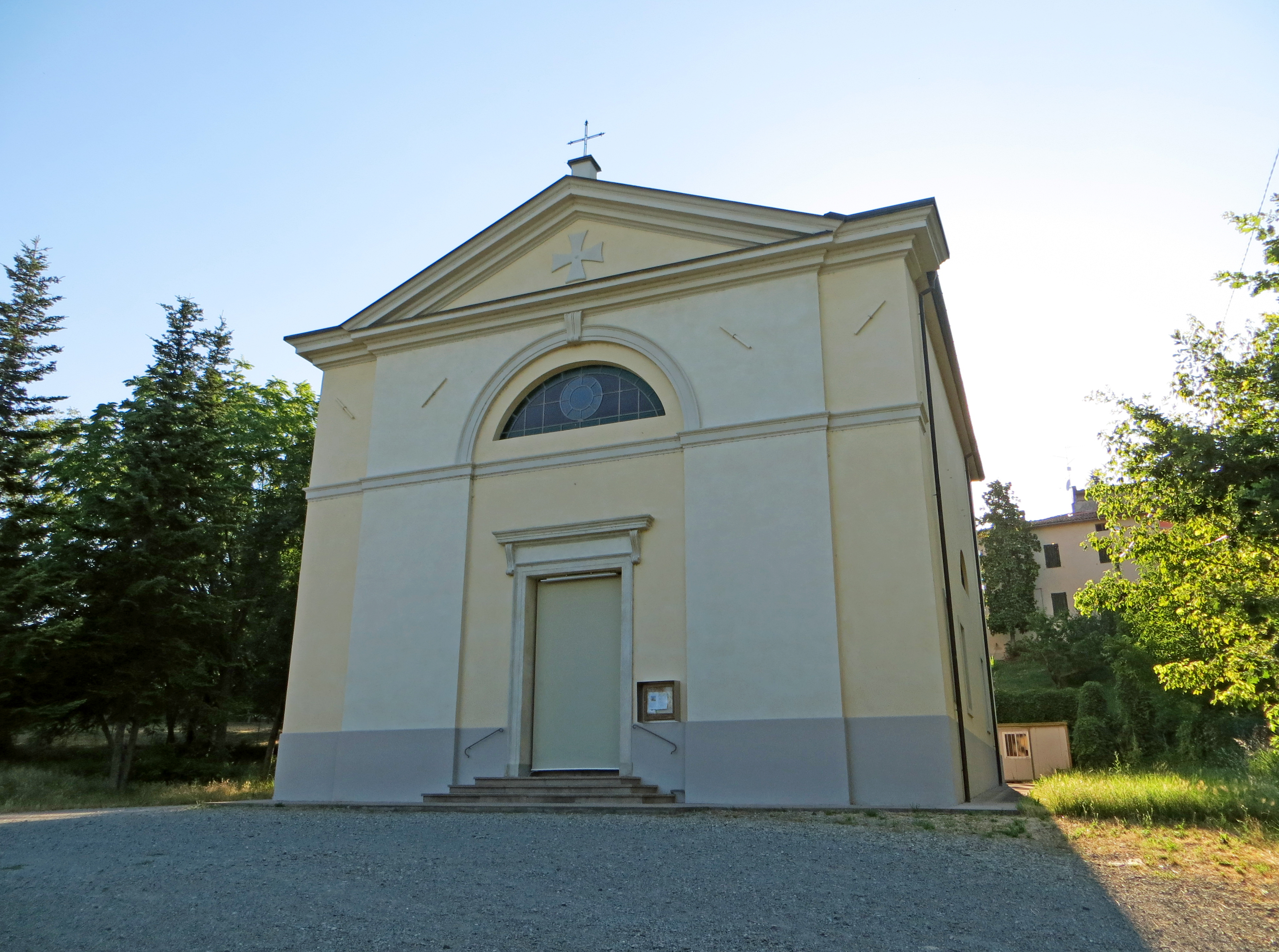
Chiesa di San Martino

Edificata tra il 1858 e il 1860 in sostituzione della pieve crollata nel 1818, la chiesa neoclassica, progettata probabilmente dall'ingegner Soliani, fu restaurata e decorata internamente tra il 1955 e il 1958; danneggiata dal terremoto del 1983, fu consolidata e ristrutturata nel 1985 e risistemata esternamente nel 2012; conserva al suo interno la pala raffigurante San Martino e san Bernardo in un paesaggio e la Madonna in gloria di Pier Antonio Bernabei, recuperata dall'antica pieve.

### Villa Pallavicini

Villa Pallavicini

Costruita agli inizi del XVII secolo per volere dei marchesi Boscoli, la villa con l'ampia tenuta annessa fu alienata nella seconda metà del XVIII ai duchi Lébrun; acquistata nella prima metà del XIX dal marchese Adalberto Pallavicino, fu comprata alla fine del secolo dal barone Roberto Baracco, che la rivendette successivamente ai conti Zileri-Dal Verme; modificata più volte nei secoli, la villa neoclassica, ricca di sale decorate, fu adibita alla fine del XX secolo a sede per cerimonie e nuovamente messa in vendita nel 2014.

### Villa Peroni

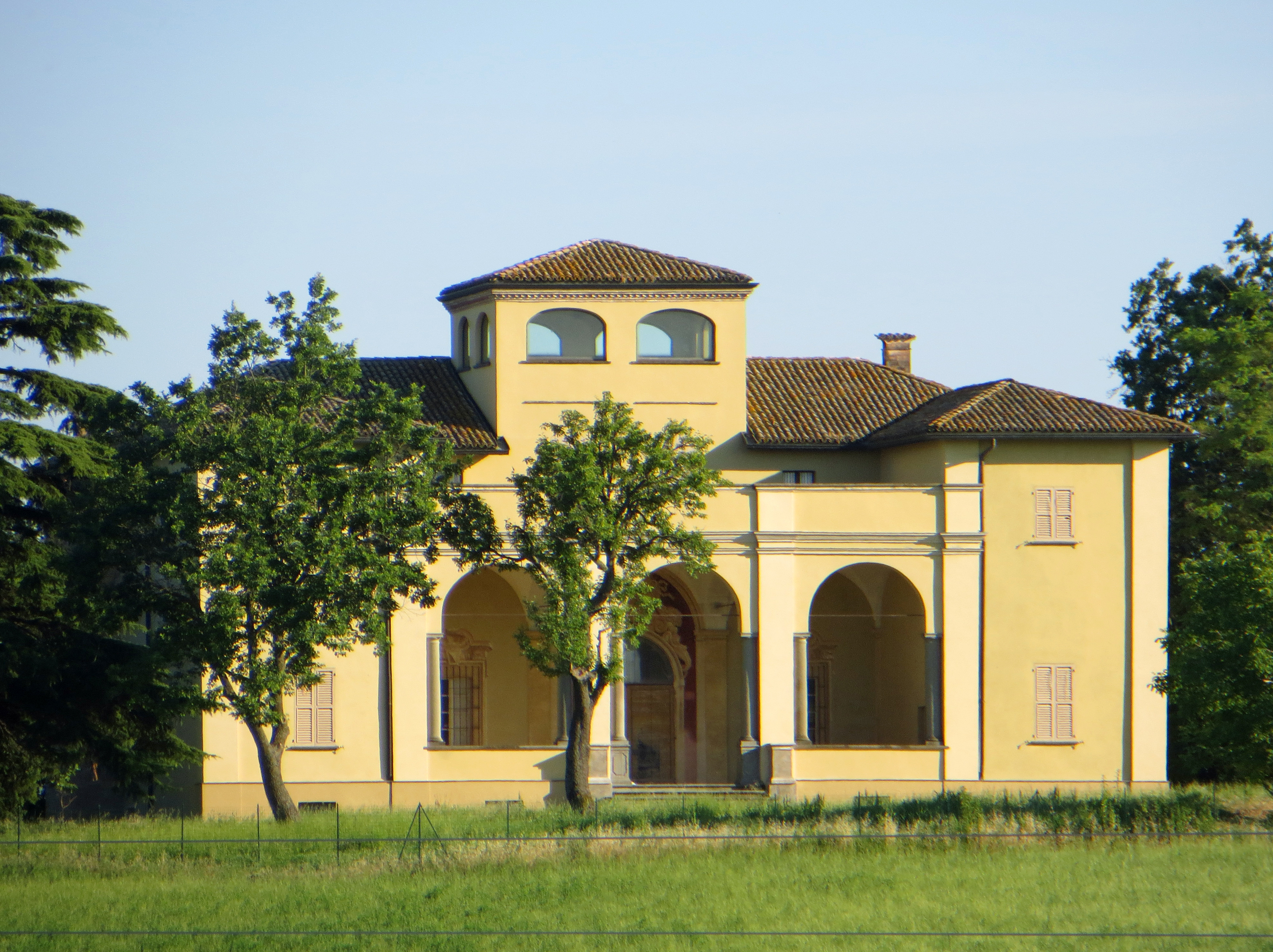
Villa Peroni

Edificata intorno al 1600 per volere dei conti Bartolomeo e Cesare Riva, la villa tardo-rinascimentale fu ornata internamente con affreschi dal pittore Cesare Baglioni; alienata nel XX secolo alla famiglia Peroni, fu restaurata agli inizi del XXI secolo; caratterizzata dal porticato d'ingresso a tre arcate, dalla torretta centrale e dalla loggia posteriore panoramica affacciata sulla val Parma e sul castello di Torrechiara, la struttura conserva numerosi ambienti decorati.

## Infrastrutture e trasporti
La frazione è lambita nella parte bassa dalla strada provinciale 665 R Massese; tuttavia dal 2008 il traffico di attraversamento è deviato sulla nuova tangenziale di Pilastro.
Nella prima metà del XX secolo la frazione era inoltre servita dalla tranvia Parma-Langhirano.